# Pachycondyla cauta
Pachycondyla cauta är en myrart som först beskrevs av Mann 1922.  Pachycondyla cauta ingår i släktet Pachycondyla och familjen myror. Inga underarter finns listade i Catalogue of Life.

## Bildgalleri

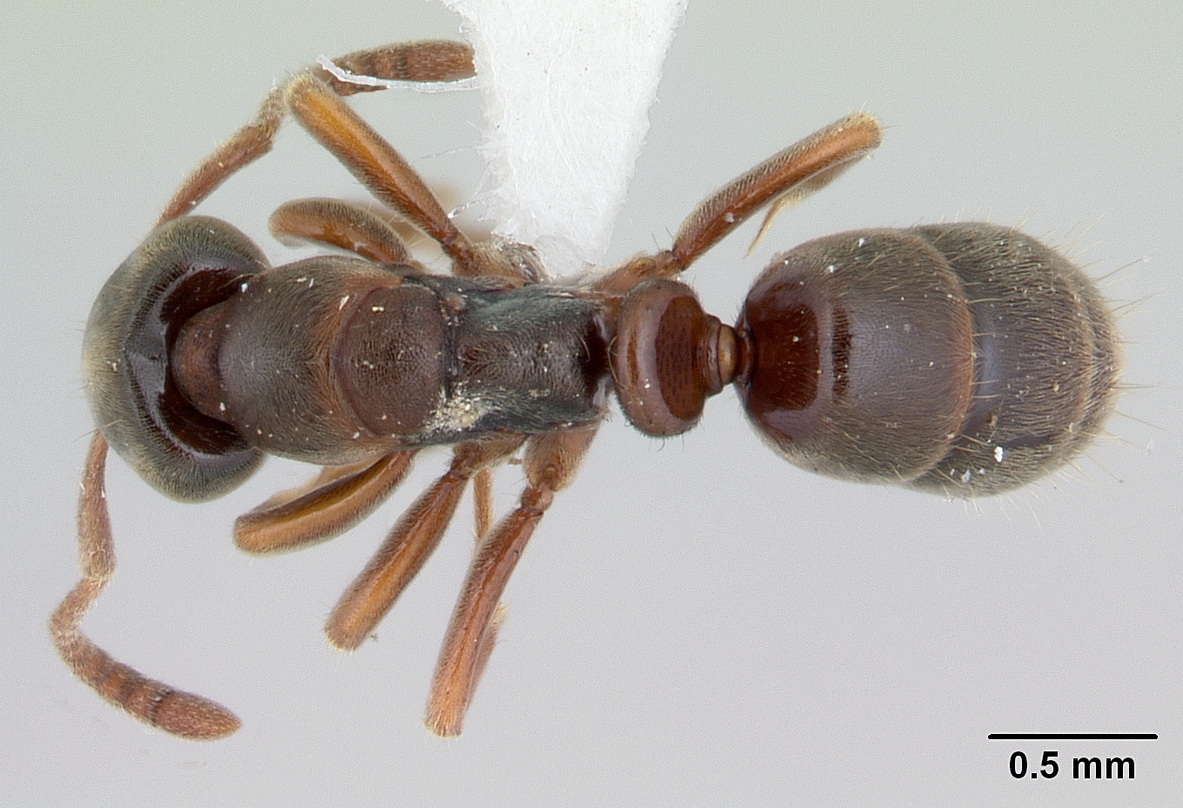
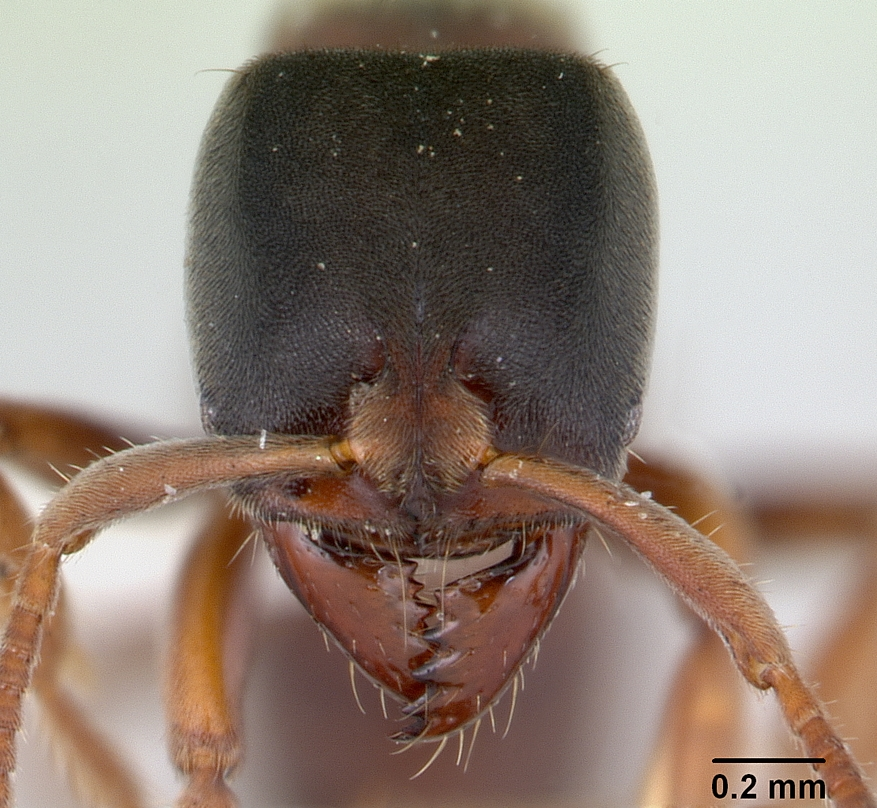
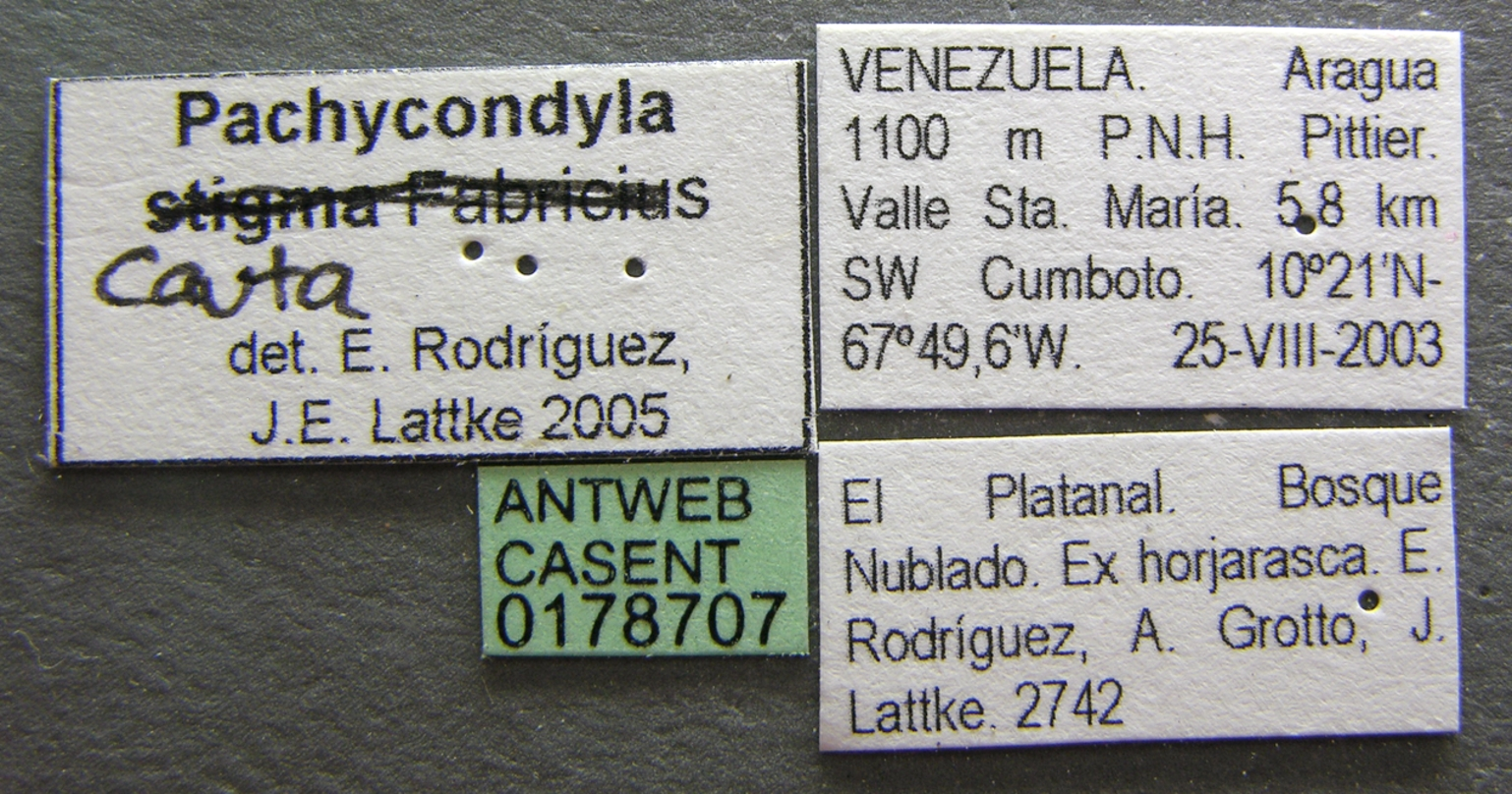
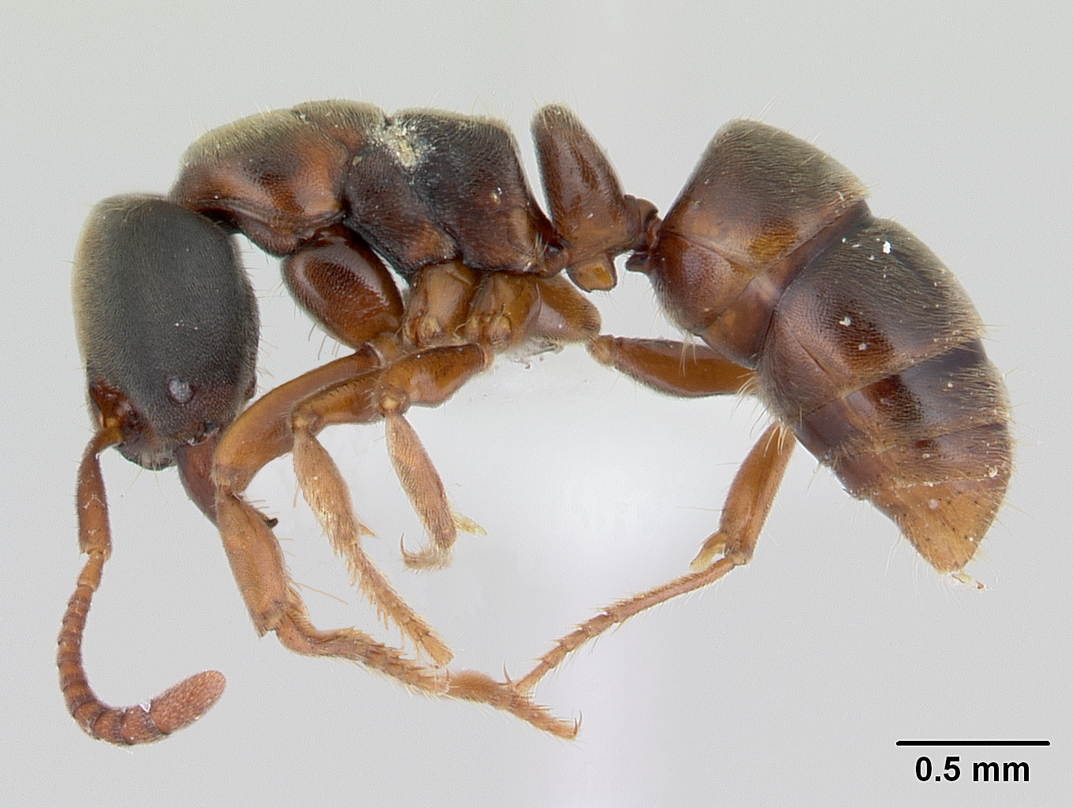